# Soumensac
Soumensac település Franciaországban, Lot-et-Garonne megyében. Lakosainak száma 224 fő (2022. január 1.). Soumensac Loubès-Bernac, Eymet, Saint-Julien-Innocence-Eulalie, Saint-Jean-de-Duras és La Sauvetat-du-Dropt községekkel határos.

## Népesség
A település népessége az elmúlt években az alábbi módon változott:
| Lakosok száma | 267  | 220  | 217  | 229  | 241  | 234  | 231  | 226  | 226  | 224  |
|               | 1968 | 1982 | 1990 | 2006 | 2013 | 2015 | 2017 | 2019 | 2020 | 2022 |